# Breitenbach-Haut-Rhin
Breitenbach-Haut-Rhin (Breitenbach in tedesco, Bräitebàch o Bräiteba in alsaziano) è un comune francese di 819 abitanti situato nel dipartimento dell'Alto Reno nella regione del Grand Est.
Nel suo territorio scorre il fiume Fecht.

## Società

### Evoluzione demografica
Abitanti censiti